# Дъглас Кенеди
Дъглас Кенеди (на английски: Douglas Kennedy) е американски журналист, драматург и писател, автор на бестселъри в жанра съвременен роман.

## Биография и творчество
Дъглас Лоурънс Кенеди е роден на 22 октомври 1955 г. в Манхатън, Ню Йорк, САЩ. През 1976 г. завършва с отличие колежа „Боудин“, а после прекарва една година в колежа „Тринити“ в Дъблин, Ирландия. След дипломирането си основава със свой театралната трупа „Stage One“, а по-късно е поканен за ръководител на един от най-престижните ирландски театри – „Аби“ в Дъблин, където е ръководител в периода 1978 – 1983.
През 1985 г. се жени за Грейс Карли, независима филмова дистрибуторка. Имат две деца – Макс и Амелия.
През 1983 г. излиза на свободна практика, за да пише. Първоначално пише радиопиеси за Би Би Си и в периода 1986 – 1987 г. е колумнист за „Irish Times“. През 1988 г. излиза първата му документална книга, пътеписа „Beyond the Pyramids: Travels in Egypt“. След това се премества със семейството си в Лондон. Там продължава да пише за „Сънди Таймс“, „Сънди Телеграф“, „Ню Стейтсмън“, „Ескуайър“ и „GQ“.
През 1994 г. е публикуван първият му художествен роман „Мъртво сърце“. Той става бестселър и го прави известен. Книгата е екранизирана през 1997 г. във филма „Welcome to Woop Woop“ с участието на с Джонатан Шек и Сузи Портър.
Следва романите „Снимката“, „Убийствен бизнес“, „Като белег на сърцето“ и др., които го утвърждават сред най-известните писатели на съвременни романи.
Произведенията на писателя много често са в списъците на бестселърите. Те са преведени на 16 езика и в милиони екземпляра в 22 страни по света. През 2006 г. е удостоен с най-високото литературно отличие на Франция – Кавалер на ордена за литература и изкуство.
Дъглас Кенеди живее със семейството си в Лондон.

## Произведения

### Самостоятелни романи
- The Dead Heart (1994)
Мъртво сърце, изд.: ИК „Колибри“, София (2007), прев. Ангел Игов
- The Big Picture (1997)
Снимката, изд. „Компас“, Варна (1998), прев. Мария Цочева
Живот назаем, изд. ИК „Колибри“ София (2011), прев. Невена Кръстева
- The Job (1998)
Убийствен бизнес, изд. „Компас“, Варна (1999), прев. Димитър Добрев
Сделката, изд. ИК „Колибри“ София (2014), прев. Невена Кръстева
- The Pursuit of Happiness (2001)
Като белег на сърцето, изд.: ИК „Кръгозор“, София (2001), прев. Нина Чакова
- A Special Relationship (2003)
Специални връзки, изд.: ИК „Колибри“, София (2015), прев. Надя Баева
- State of the Union (2005)
- Temptation (2006)
Изкушение, изд. „СББ Медиа“ (2017), прев. Павел Главусанов
- The Woman In The Fifth (2007)
- Leaving the World (2009)
- The Moment (2011)
Моментът, изд.: ИК „Колибри“, София (2012, 2018), прев. Невена Дишлиева-Кръстева
- Five Days (2012)
Пет дни, изд.: ИК „Колибри“, София (2015), прев. Надя Баева
- The Heat of Betrayal (2015) – издаден и като „The Blue Hour“
- The Great Wide Open (2019)
- Isabelle in the Afternoon (2020)
Следобеди с Изабел, изд.: ИК „Колибри“, София (2022), прев. Надя Баева
- Afraid of the Light (2021)
Страх от светлината, изд.: ИК „Колибри“, София (2023), прев. Надя Баева

### Пиеси
- Send Lawyers, Guns and Money (1986) – за театър „Аби“

### Новели
- The Christmas Ring (2011)

### Документалистика
- Beyond the Pyramids: Travels in Egypt (1988) – пътеписи
- Chasing Mammon: Travels in the Pursuit of Money (1992)
- In God's Country: Travels in the Bible Belt, USA (1996) – пътеписи
- The Institution (1996)

### Екранизации
- 1997 Welcome to Woop Woop – по романа „Мъртво сърце“, с Джонатан Шек и Сузи Портър
- 2010 L'homme qui voulait vivre sa vie – по романа „The Big Picture“, с Ромен Дюри и Катрин Деньов
- 2011 The Woman In The Fifth – по романа „The Woman In The Fifth“, с Итън Хоук и Кристин Скот Томас